# Бальдерас, Карлос
Ка́рлос Зенон Бальде́рас мла́дший (англ. Carlos Zenon Balderas Jr.; род. 24 августа 1996, Санта-Мария) — американский боксёр, представитель лёгкой весовой категории. Выступал за сборную США по боксу в середине 2010-х годов, участник летних Олимпийских игр в Рио-де-Жанейро. Победитель юношеского чемпионата США (2014), чемпионата PAL (четырежды), юниорского турнира «Золотые перчатки» (2013), национальной юниорской Олимпиады (дважды), турнира «Серебряные перчатки» (дважды), турнира Adidas (трижды). С 2017 года боксирует на профессиональном уровне.

## Биография
Карлос Бальдерас родился 24 августа 1996 года в городе Санта-Мария, штат Калифорния. Его дед переехал в США из мексиканского штата Оахака — работая на земляничных полях, он скопил денег и со временем перевёз в Америку всю остальную семью. Карлос, таким образом, стал первым членом семьи, родившимся уже на территории США.
Изначально его привели в боксёрский зал в качестве наказания за повторявшиеся уличные драки и отстранения от школы. Позже он серьёзно увлёкся этим видом спорта, тренировался вместе со своим старшим братом Хосе вместе с отцом Зеноном и дядей Дэвидом.

### Любительская карьера
Первого серьёзного успеха на международном уровне добился в 2014 году, когда вошёл в состав американской национальной сборной и побывал на юниорском панамериканском чемпионате в Эквадоре, откуда привёз награду бронзового достоинства. Кроме того, выступил на чемпионате мира среди юниоров в Софии и на Мемориале Николая Павлюкова в Анапе, где уже на предварительном этапе был остановлен россиянином Айталом Дьяконовым.
В 2015 году дошёл до четвертьфинала на Панамериканских играх в Торонто, уступив мексиканцу Линдольфо Дельгадо. На панамериканском чемпионате в Венесуэле так же попасть в число призёров не смог. С этого момента регулярно принимал участие в матчевых встречах Всемирной серии бокса, представляя американскую команду «Нокауты США» — в общей сложности провёл здесь пять поединков: четыре боя выиграл, а единственное поражение потерпел от представлявшего Азербайджан Альберта Селимова.
Благодаря череде успешных выступлений в лиге WSB Бальдерас удостоился права защищать честь страны на летних Олимпийских играх 2016 года в Рио-де-Жанейро. В категории до 60 кг благополучно прошёл первых двоих соперников по турнирной сетке, но в четвертьфинале со счётом 0:3 проиграл кубинцу Ласаро Альваресу.

### Профессиональная карьера
Вскоре после Олимпиады Бальдерас принял решение перейти в профессионалы вместе с братом, подписал контракт с промоутерской компанией Ричарда Шефера Ringstar Sports и в апреле 2017 года успешно дебютировал на профессиональном уровне.

#### Статистика профессиональных боёв
В таблице перечислены результаты всех поединков боксёров.
В каждой строке указан результат поединка. Дополнительно номер поединка обозначен цветом, который обозначает итог поединка. Расшифровка обозначений и цветов представлена в нижеследующей таблице.
| Пример | Расшифровка                     |
| ------ | ------------------------------- |
|        | Победа                          |
|        | Ничья                           |
|        | Поражение                       |
|        | Планируемый поединок            |
|        | Поединок признан несостоявшимся |
| КО     | Нокаут                          |
| ТКО    | Технический нокаут              |
| PTS    | Решение судей (по очкам)        |
| UD     | Единогласное решение судей      |
| MD     | Решение большинства судей       |
| SD     | Раздельное решение судей        |
| RTD    | Отказ от продолжения боя        |
| DQ     | Дисквалификация                 |
| NC     | Поединок признан несостоявшимся |

| 10 поединков, 9 побед (8 нокаутом), 1 поражение (1 нокаутом) | 10 поединков, 9 побед (8 нокаутом), 1 поражение (1 нокаутом) | 10 поединков, 9 побед (8 нокаутом), 1 поражение (1 нокаутом) | 10 поединков, 9 побед (8 нокаутом), 1 поражение (1 нокаутом) | 10 поединков, 9 побед (8 нокаутом), 1 поражение (1 нокаутом) | 10 поединков, 9 побед (8 нокаутом), 1 поражение (1 нокаутом) | 10 поединков, 9 побед (8 нокаутом), 1 поражение (1 нокаутом) | 10 поединков, 9 побед (8 нокаутом), 1 поражение (1 нокаутом) |
| Бой                                                          | Рекорд                                                       | Дата боя                                                     | Соперник                                                     | Место проведения боя                                         | Раундов, время                                               | Дополнительно                                                |                                                              |
| ------------------------------------------------------------ | ------------------------------------------------------------ | ------------------------------------------------------------ | ------------------------------------------------------------ | ------------------------------------------------------------ | ------------------------------------------------------------ | ------------------------------------------------------------ | ------------------------------------------------------------ |
| 10                                                           | 10-0                                                         | 21 декабря 2019                                              | Рене Тельес (13-1)                                           | Toyota Arena, Онтарио, США                                   | KO 6 (8), 2:59                                               | Бальдерас в нокдауне в 3 и 6 раундах.                        |                                                              |
| 9                                                            | 9-0                                                          | 13 июля 2019                                                 | Роберт Франкель (37-21-1)                                    | Minneapolis Armory, Миннеаполис, США                         | TKO 7 (8)                                                    |                                                              |                                                              |
| 8                                                            | 8-0                                                          | 20 апреля 2019                                               | Луис Май (21-13-1)                                           | Дигнити Хелс Спортс Парк, Карсон, США                        | KO 4 (8), 1:07.                                              | Май в нокдауне во 2 и 3 раунде.                              |                                                              |
| 7                                                            | 7-0                                                          | 16 февраля 2019                                              | Хосе Сен Торрес (13-10)                                      | Microsoft Theatre, Лос-Анджелес, США                         | RTD 3 (6)                                                    |                                                              |                                                              |
| 6                                                            | 6-0                                                          | 28 июля 2018                                                 | Джованни Каро (27-23-4)                                      | Стейплс-центр, Лос-Анджелес, США                             | KO 4 (6), 2:09                                               |                                                              |                                                              |
| 5                                                            | 5-0                                                          | 9 июня 2018                                                  | Алекс Сильва (3-7)                                           | Стейплс-центр, Лос-Анджелес, США                             | KO 1 (6), 2:25                                               |                                                              |                                                              |
| 4                                                            | 4-0                                                          | 17 февраля 2018                                              | Хорхе Рохас Сакасонтетль (4-2-1)                             | Don Haskins Center, Эль-Пасо, США                            | UD (4)                                                       | Счёт: 40-36, 40-36, 40-36.                                   |                                                              |
| 3                                                            | 3-0                                                          | 15 декабря 2017                                              | Карлос Флорес (4-6-1)                                        | Pioneer Event Center, Ланкастер, США                         | KO 1 (8)                                                     |                                                              |                                                              |
| 2                                                            | 2-0                                                          | 30 июля 2017                                                 | Эдер Амаро Фахардо (3-3)                                     | Rabobank Theater, Бейкерсфилд, США                           | KO 1 (6), 1:30                                               |                                                              |                                                              |
| 1                                                            | 1-0                                                          | 9 апреля 2017                                                | Томас Смит (3-4-1)                                           | The Novo at L.A. Live, Лос-Анджелес, США                     | RTD 1 (6)                                                    |                                                              |                                                              |